# Antoine d'Allemand
Antoine d'Allemand est un ingénieur hydraulique et architecte comtadin, originaire du Comtat Venaissin, né en 1679 et mort à Carpentras le 24 décembre 1760.

## Travaux
- Aqueduc de Carpentras[5]
- Chapelle des Pénitents noirs de Carpentras, connue également sous le vocable Chapelle du Très-Saint-Crucifix[6]
- Hôtel Tillia à Carpentras[7]
- Hôtel d'Allemand à Carpentras[8]
- Boulangerie des pains azymes à Carpentras[9]
- Hôtel-Dieu de Carpentras[10]
- Mur de la peste[11]
- Escalier suspendu de l'Hôtel Salvador d'Avignon[12], élevé sur ses plans par Jean-Baptiste Franque
- Synagogue de Carpentras[13]
- Chapelle Notre-Dame-de-Santé de Carpentras